# Brzyna
Brzyna is een plaats in het Poolse district Nowosądecki, woiwodschap Klein-Polen. De plaats maakt deel uit van de gemeente Łącko en telt 740 inwoners.